# 龍源里駅
龍源里駅（リョンウォルリえき）は、朝鮮民主主義人民共和国平安南道价川市西南洞にある駅である。 
2014年10月30日には駅舎が改修された。延豊科学家修養所と衛星科学家住宅区に隣接する。

## 歴史
- 1932年11月1日：開業[3]。